# Secrétaire général
Le secrétaire général (ou dans certains cas, le premier secrétaire) est le dirigeant de divers syndicats, partis politiques, églises, associations ou autres organismes.
Lorsqu'il s'agit d'une entreprise industrielle ou commerciale, ou bien s'il s'agit d'un corps de l'administration d'un État, ce titre est utilisé pour désigner le chef des services administratifs de cette entreprise ou de cette administration.

## Divers cas d'utilisation
Les utilisations les plus notables du titre de « secrétaire général » (ou de « premier secrétaire » dans le cas de certains partis politiques) sont les suivantes :
- chef d'État de facto de l'URSS (de 1922 à 1991), avec la désignation suivante « secrétaire général du comité central du Parti communiste de l'Union soviétique ». Joseph Staline est connu pour avoir fait du secrétariat général un organe dirigeant et décisionnel, le véritable lieu de pouvoir de l'URSS. Le poste était pendant un temps connu sous le nom de « premier secrétaire ». La liste des dirigeants de l'Union soviétique recense l'ensemble des porteurs de ce titre ;
- chef d'État de facto de la Chine (depuis 1949) ; depuis les années 1990 et la réforme de la Constitution du pays, le titulaire du poste est ensuite élu président de la république populaire de Chine par l’Assemblée nationale populaire ;
- chefs d'État de facto d'autres États communistes comme dans les cas de la Corée du Nord, du Viêt Nam, du Laos ou de Cuba ;

- chef d'un groupe ou parti politique ; ce sens est souvent associé à des organisations communistes, comme dans le cas du Parti communiste français ;

- secrétaire général d'organisations internationales telles que l'ONU (secrétaire général des Nations unies), la Communauté des États indépendants (la CEI)… Dans ce dernier cas, il est aussi appelé « secrétaire exécutif » de la CEI ;

- dirigeant administratif, notamment d'un corps de l'administration d'un État, d'une entreprise, d'une collectivité, d'un syndicat professionnel ou d'une association. Dans le secteur privé, il est souvent l'équivalent d'un directeur général adjoint (DGA) ;

- dirigeant d'un syndicat, en particulier en France ou au Royaume-Uni ;

- dirigeant d'une organisation religieuse comme le Conseil œcuménique des Églises.

### Dans l’administration française
En France, l'Administration comprend plusieurs fonctions de secrétaire général :
- secrétaire général du cabinet du président de la République française ;
- secrétaire général du gouvernement ;
- secrétaire général de l'Assemblée nationale ;
- secrétaire général de la Défense et de la Sécurité nationale (SGDSN) ;
- secrétaire général de ministères , notamment :
  - secrétaire général du ministère des Affaires étrangères,
  - secrétaire général du ministère de la Justice,
  - secrétaire général du ministère de l'Intérieur,
  - secrétaire général des ministères économiques et financiers (« Bercy »)[1] ;
  - secrétaire général pour les Affaires régionales (SGAR), auprès de chaque préfet de région ;
- secrétaire général de préfecture ;
- secrétaire général d'université, collaborateur du président d'université ;
- secrétaire général d'académie, collaborateur du recteur d'académie ;
- dans les communes, le poste de secrétaire de mairie est désormais appelé "secrétaire général(e) de mairie"

L'organe constitué autour du secrétaire général est souvent appelé « secrétariat général » ou plus simplement « secrétariat ».

### Dans certains partis communistes actuels
Actuels premiers secrétaires des partis communistes au pouvoir :
| Titre officiel                                            | Titulaire actuel    | Depuis le        |
| --------------------------------------------------------- | ------------------- | ---------------- |
| Secrétaire général du Parti communiste chinois            | Xi Jinping          | 15 novembre 2012 |
| Secrétaire général du Parti du travail de Corée           | Kim Jong-un         | 30 décembre 2011 |
| Secrétaire général du Parti communiste vietnamien         | Nguyễn Phú Trọng    | 19 janvier 2011  |
| Secrétaire général du Parti révolutionnaire populaire lao | Thongloun Sisoulith | 22 mars 2021     |
| Premier secrétaire du Parti communiste de Cuba            | Miguel Díaz-Canel   | 19 avril 2021    |